# Skrotstensvarp
Skrotstensvarp, skrotsten, definieras som den sten som blir restprodukt vid stenbrytning då till exempel storlek, färg eller utseende gör att den brutna stenen inte kan användas för tilltänkt ändamål. Ej att förväxla med varp, som är rester från gruvdrift.